# Mario Piccioli

Mario Piccioli bei der 63. Internationalen Gedenkfeier am 17. Mai 2008 auf dem KZ-Friedhof Ebensee

Mario Piccioli (* 2. Juni 1926 in Florenz; † 3. August 2010) war ein italienischer Überlebender der Konzentrationslager Mauthausen, Ebensee und Linz III.

## Kindheit und Jugend
Piccioli wuchs im Florentiner Viertel San Frediano auf, wo er mit seinen Eltern und dem älteren Bruder wohnte. Seine Familie war nicht faschistisch geprägt und musste – im Gegensatz zu einem Großteil der Bevölkerung in der damaligen Zeit – nie Hunger leiden. Bis zur fünften Klasse besuchte er die Grundschule, dann arbeitete er in verschiedenen Geschäften. 

## Verhaftung und Deportation
Infolge des in Ober- und Mittelitalien ausgerufenen Generalstreiks wurde seine Mutter am 7. März 1944 verhaftet und in die Leopoldinischen Schulen von Florenz gebracht. Als Piccioli sie am Tag danach suchte, wurde auch er von einem Faschisten verhaftet.
Obwohl man seine Mutter wieder freiließ, wurden Piccioli und viele weitere Verhaftete auf Lastwagen geladen und zum Bahnhof Santa Maria Novella gebracht. Jeweils zu vierzigst wurden sie in Waggons gepfercht, eingeschlossen und ins Konzentrationslager Mauthausen deportiert, das sie drei Tage später erreichten.
Begleitet vom Gebrüll der SS-Männer, wurden sie gezwungen, den etwa fünf Kilometer langen Weg vom Bahnhof zum Lager zurückzulegen. Es folgte die Ansprache eines deutschen SS-Offiziers, bevor sie ausgezogen und komplett rasiert, desinfiziert und in die Duschen getrieben wurden. Piccioli wurde die Häftlingsnummer 57.344 zugeteilt. 

## Von Mauthausen nach Ebensee und Linz
Nach der zweiwöchigen Quarantäne, die dazu diente, die Deportierten sowohl psychisch als auch physisch auszuzehren, wurde er gemeinsam mit anderen italienischen Häftlingen ins Konzentrationslager Ebensee, einen Nebenlager von Mauthausen, überstellt, wo riesige Stollenanlagen realisiert werden sollten, in denen Raketen entwickelt und produziert werden sollten.
Piccioli musste Zwangsarbeit in Stollen verrichten, die etwa einen Kilometer außerhalb des Lagers lagen. Während der Arbeit wurden sie von SS-Männern und abgerichteten Hunden bewacht.
Wegen seines schlechten Gesundheitszustandes wurde er schließlich ins Revier verlegt, wo er bei einer Selektion für die Rückkehr nach Mauthausen ausgewählt wurde. Auch dort wurde Piccioli in eine Baracke eingewiesen, die als Revier diente, und blieb dort vom 25. Juli bis 31. August 1944.
Später wurde er ins Lager Linz III transferiert, wo die Deportierten in einer Gießerei, bei der Konstruktion von Kraftwerken, für Abbauarbeiten und die Produktion von Panzern eingesetzt wurden.

## Das Leben nach der Befreiung
Am 5. Mai 1945 wurde Piccioli von amerikanischen Truppen in Linz befreit. Zu jenem Zeitpunkt wog er nur noch 31 Kilogramm. Später wurden die Italiener in ein vormaliges Häftlingslager verlegt, wo Piccioli etwa einen Monat verbrachte.
Mit dem Zug gelangte er schließlich nach Bozen und auf einem Lastwagen erreichte er schließlich am 23. Juni Florenz. Schon einen Monat später nahm er eine Arbeit in einer Papierfabrik an. 1963 nahm er eine Tätigkeit für die Provinz Florenz auf, wo er bis zu seiner Pensionierung angestellt war.
In seinen letzten Lebensjahren fungierte Piccioli als ein gefragter Zeitzeuge an Schulen und Universitäten. Außerdem war er Präsident der ANED (Nationale Vereinigung der ehemaligen politischen Deportierten in die NS-Konzentrationslager) Florenz. Mario Piccioli starb am 3. August 2010 in seiner Heimatstadt Florenz.